# Emiliano Cagnoni
Emiliano Cagnoni (Ancona, 17 ottobre 1884 – Cefalù, 28 settembre 1969) è stato un vescovo cattolico italiano.

## Biografia
È stato ordinato presbitero il 19 settembre 1908.
Il 5 maggio 1934 papa Pio XI lo ha nominato vescovo di Cefalù; ha ricevuto la consacrazione episcopale il successivo 10 giugno da Antonio Lega, arcivescovo metropolita di Ravenna, coconsacranti Cesare Boccoleri, vescovo Terni e Nanni, e Carlo Agostini, vescovo di Padova.
Ha partecipato alle prime tre sessioni del Concilio Vaticano II.
È morto a Cefalù il 28 settembre 1969 dopo 35 anni di governo pastorale della diocesi.

## Genealogia episcopale e successione apostolica
La genealogia episcopale è:
- Cardinale Scipione Rebiba
- Cardinale Giulio Antonio Santori
- Cardinale Girolamo Bernerio, O.P.
- Arcivescovo Galeazzo Sanvitale
- Cardinale Ludovico Ludovisi
- Cardinale Luigi Caetani
- Cardinale Ulderico Carpegna
- Cardinale Paluzzo Paluzzi Altieri degli Albertoni
- Papa Benedetto XIII
- Papa Benedetto XIV
- Papa Clemente XIII
- Cardinale Marcantonio Colonna
- Cardinale Giacinto Sigismondo Gerdil, B.
- Cardinale Giulio Maria della Somaglia
- Cardinale Carlo Odescalchi, S.I.
- Cardinale Costantino Patrizi Naro
- Cardinale Lucido Maria Parocchi
- Papa Pio X
- Papa Benedetto XV
- Arcivescovo Antonio Lega
- Vescovo Emiliano Cagnoni

La successione apostolica è:
- Vescovo Luciano Geraci (1937)